# Deutsche Schwimmmeisterschaften 1925
Die 40. Deutschen Meisterschaften im Schwimmen fanden am 8. August 1925 im Stadionbad in Bremen statt.
| Disziplin       | Männer           | Männer              | Männer | Frauen        | Frauen           | Frauen |
| Disziplin       | Name             | Verein              | Zeit   | Name          | Verein           | Zeit   |
| --------------- | ---------------- | ------------------- | ------ | ------------- | ---------------- | ------ |
| 100 m Freistil  | Herbert Heinrich | Poseidon Leipzig    |        | Lotte Lehmann | Poseidon Dresden |        |
| 400 m Freistil  | Herbert Heinrich | Poseidon Leipzig    |        |               |                  |        |
| 1500 m Freistil | Werner Neitzel   | Magdeburger SC 1896 |        |               |                  |        |
| 100 m Brust     | Erich Rademacher | SC Hellas Magdeburg |        | Erna Murray   | Poseidon Leipzig |        |
| 100 m Rücken    | Gustav Frölich   | SC Hellas Magdeburg |        | Anni Rehborn  | Blau-Weiß Bochum |        |